# Utricularia bracteata
Utricularia bracteata — вид рослин із родини пухирникових (Lentibulariaceae).

## Морфологічна характеристика
Ризоїди і столони численні. Листки численні, розкидані на столонах, лінійно-лопатоподібні, до 20 × 1 мм, 1-жилкові. Пастки диморфні, яйцеподібні, на столонах ≈ 1.5 мм завдовжки, на столонових гілках ≈ 0.5 мм завдовжки; рот кінцевий облямований рядами залозистих волосків, більші пастки з довгим кілюватим спинним дзьобом, який у менших пасток зводиться до короткого дельтоподібного зубця. Суцвіття прямовисне, до 30 см заввишки, квіток 2–5, скупчені. Частки чашечки нерівні, ≈ 5 мм завдовжки; верхня частка кругла з закругленою верхівкою; нижня частка широко зворотно-яйцеподібна з вирізаною верхівкою. Віночок жовтий, 10–13 мм завдовжки; верхня губа довгаста з зрізаною або вирізаною верхівкою, приблизно вдвічі довша від верхньої частки чашечки; нижня губа округла; шпора конічна, трохи довша за нижню губу. Коробочка куляста, ≈ 3 мм завдовжки. Насіння численне, яйцеподібне, ≈ 0.35 мм завдовжки.

## Поширення
Вид поширений у центральній частині Африки (Ангола, Замбія, ДР Конго).

## Спосіб життя
Наземна трава, що живе на болотах.